# Альтиплано
Альтипла́но (исп. altiplano, от alto — высокий и plano — плоскость) — обширное плато в Андах, испещрённое вулканами. Является западной пониженной частью внутреннего плоскогорья Центральных Анд и занимает приграничные территории Чили, Боливии, Перу и Аргентины. Сухая земля Альтиплано буквально усеяна солончаками — огромными бассейнами соли. В этой области находится множество озёр самых разных форм и размеров, из которых наиболее крупными являются Титикака и Поопо, являющихся «наследниками» огромных водоёмов Балливиан и Минчин глубиной до 100 м, полтора миллиона лет назад покрывавших значительную часть Альтиплано.
Сформировалось порядка 10 миллионов лет назад. В районе вулкана Утурунку поверхность поднимается со скоростью около 1 см в год.
Климат высокогорно-тропический.

## История
Около 10 тысяч лет назад здесь появились люди, первыми оценившие вкусовые качества картофеля, который в качестве ещё дикого растения произрастал здесь в изобилии.
В древности эти земли входили в состав могущественной империи инков. Здесь развивались язык и культура индейцев аймара и кечуа.
С 1545 года испанские колонизаторы принялись опустошать залежи местных богатств. В 1781 году в боливийском городе Ла-Пас произошло индейское восстание. В честь победы губернатор города Себастьян Сегурола 24 января 1783 года приказал восстановить древний праздник-ярмарку Аласитас. И сегодня народ плато Альтиплано из разных стран ежегодно отмечает праздник, чествуя тиуанаканского бога достатка Экеко, который в XVIII веке помог лапасцам выжить в осаждённом городе.
В 1853 году, после экспедиций ботаника Хью Ведделя, появились первые карты региона.